# Перчаткин, Василий Михайлович
Василий Михайлович Перчаткин (28 марта 1919 года — 9 декабря 2015 года) — писатель, журналист. Заслуженный работник печати РФ и РБ.

## Биография
Родился 28 марта 1919 года на хуторе Перчаткино Верхнеуральского района Челябинской области. Отец  в начале 30-х годов попал под раскулачивание, был сослан в Сибирь, откуда не вернулся.
Василий Михайлович учился 2 года в областной партийной школе в Уфе, по окончании которой работал в редакциях городской газеты «Белорецкий рабочий», республиканской газеты «Советская Башкирия», редактором газеты «Победа» города Бирска.
Писать начал  в конце 30-х годов XX века.
В 1964 году Василий Михайлович вернулся в Уфу. В 1993-1997 годы работал в газете «Известия Башкортостана».

## Произведения
- Повесть «Журналисты» (1958).

- Перчатки, В. Огоньки зовут: из опыта работы учреждений культуры [Текст] / В. Перчаткин. – Уфа, Башк. кн. изд-во, 1961.- 80 с.

- Перчаткин, В. М. Возвращение любви : роман / В. М. Перчаткин. – Уфа: Башкнигоиздат, 1980. – 352 с.

- Перчаткин, В. М. День начинается с забот: роман / В. М. Перчаткин. – Уфа: Баш. кн. изд - во, 1984. – 112 с.

- Перчаткин, В. М. Не сотвори кумира: роман / В. М. Перчаткин. – Уфа: Баш. кн. изд - во, 1989. – 280 с.

- Перчаткин, В. М. Жертвы коршуна: роман / В. М. Перчаткин. – Уфа: Китап, 1999. – 272 с.

## Награды и звания
Заслуженный работник печати РФ и РБ.